# KSWB-TV
KSWB-TV는 미국 로스앤젤레스 샌디에이고에서 방송되는 텔레비전 방송국으로 폭스 방송 네트워크에 가맹되어 있다. 브랜드명은 “Fox 5 San Diego”, 채널 번호는 69번, 출력은 322.8 kW이다.

## 연혁
1984년 10월 1일 KTTY란 이름으로 개국하였고, 1995년까지 독립 방송국으로 존재하였다. 1995년~2006년에는 The WB 계열로 들어갔고, 1996년에 모회사가 바뀌면서 호출부호도 KSWB-TV로 바꾸었다, The WB와 UPN의 합병으로 The CW가 출범하면서 KSWB-TV도 The CW에 소속되었다.
2008 3월 25일 티후아나의 XETV와 네트워크 교환을 거쳐 폭스 방송으로 들어갔다. (XETV는 현재 The CW와 더불어 카날 5 (텔레비사) 네트워크에 소속되어 있다.)

## 디지털 채널 일람
KSWB-TV의 본방송과 각 디지털 서브채널의 목록은 아래와 같다.
- 69.1 : KSWB-TV 본방송, 폭스 방송
- 69.2 : 안테나 TV(Antenna TV)
- 69.3 : 디스 TV(This TV)